# تروجیا
تروجیا (به ایتالیایی: Terruggia) ، یک کومونه در ایتالیا است که در استان آلساندریا واقع شده‌است.

## خصوصیات
تروجیا ۷٫۲ کیلومترمربع مساحت و ۸۲۵ نفر جمعیت دارد و ۱۹۹ متر بالاتر از سطح دریا واقع شده‌است.